# Mmabatho
Mmabatho (Setswana; deutsch: „Mutter des Volkes“) ist eine Stadt in der südafrikanischen Nordwestprovinz. Sie gehört zur Gemeinde (Local Municipality) Mahikeng im Distrikt Ngaka Modiri Molema und ist seit 1994 verwaltungstechnisch ein Stadtteil der Provinzhauptstadt Mahikeng. 

## Geschichte
Mmabatho war als Hauptstadt des Homelands Bophuthatswana zwei Kilometer nördlich der Stadt Mafikeng errichtet worden, das seinerseits 1980 ein Stadtteil Mmabathos wurde. Im März 1994 kam es im Vorfeld der Wahlen in Südafrika 1994 in Mmabatho zu einem Aufstand gegen den Homeland-Präsidenten Lucas Mangope. Es kam zu Schießereien mit militanten Buren, Plünderungen und dem Einsatz der südafrikanischen Armee. Nach dem Ende der Apartheid und der Wiedereingliederung Bophuthatswanas in Südafrika im April 1994 war Mmabatho anfangs Hauptstadt der neugeschaffenen Nordwestprovinz, wurde aber 1996 Teil von Mafikeng, das 2010 in Mahikeng umbenannt wurde. Heute gehören beide Städte als Main place zur Gemeinde Mahikeng; Mahikeng ist die Provinzhauptstadt. 2011 hatte Mmabatho 38.297 Einwohner.

## Infrastruktur und Verkehr
Mmabatho ist Standort des Campus Mahikeng der North West University.
Durch Mmabatho verläuft die Nationalstraße N18. Der Mmabatho International Airport wurde in Mahikeng Airport umbenannt.